# Dirphia barinasensis
Dirphia barinasensis is een vlinder uit de onderfamilie Hemileucinae van de familie nachtpauwogen (Saturniidae).
De wetenschappelijke naam van de soort is voor het eerst geldig gepubliceerd door Frank Meister & Bernhard Wenczel in 2002.